# L'Ombre (Andersen)
Pour les articles homonymes, voir L'Ombre.

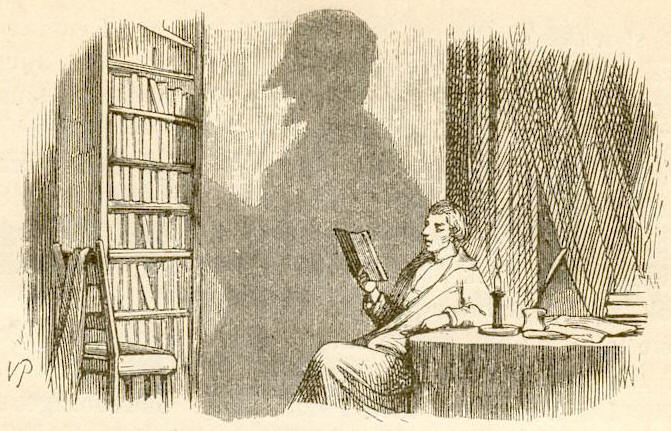
Gravure de Vilhelm Pedersen (1847)

L'Ombre (en danois : Skyggen) est un conte de fées littéraire du poète et auteur danois Hans Christian Andersen. Le conte a été publié pour la première fois en 1847.

## Résumé
L'ombre d'un jeune savant prend son indépendance et reparaît quelques années plus tard. Elle a fait illusion dans la société en se faisant passer pour un homme véritable, mais souhaite ne pas s'arrêter là et propose au savant de la suivre et l'aider dans son ascension. Devenu l'ombre de son ombre, le savant aura un dernier sursaut de dignité, trop tardif, et qui lui sera fatal.

## Analyse
L'Ombre est une histoire exemplaire dans les contes de fées plus sombres d'Andersen. Tout au long du conte, l'écrivain est dépeint comme une personne morale, soucieuse du bien et du vrai dans le monde. Mais les gens autour de lui ne s'intéressent pas beaucoup à ses sentiments sur le sujet. En effet, son ombre dit qu'il ne voit pas le monde tel qu'il est réellement.
L'ombre prétend avoir vu tout ce qu'il y a dans le monde, mais ne possède pas d'âme elle-même. Elle désire fortement posséder elle-même une ombre et demande plus tard à son ancien maître d'inverser les rôles lors de leur voyage. Lorsque le savant réalise enfin à quel point son ombre s'est dégradée, il est déjà trop tard.
La fin est particulièrement sombre pour un conte de fées, car Andersen suggère que ce n'est pas toujours le bien qui triomphe, et que le mal a en effet une emprise puissante sur le bien et le juste.
Certains critiques ont suggéré qu'Andersen a écrit l'histoire comme une forme de vengeance indirecte contre Edvard Collin, le fils de son patron, qui l'avait rejeté.